# Caproni Ca.31
Il Caproni Ca.31 era il prototipo di un biplano trimotore da bombardamento italiano che volò nel 1914, da cui sarebbe derivata tutta la famiglia di trimotori Caproni impiegati dalle diverse aeronautiche sui diversi fronti del conflitto.

## Storia del progetto

### Il progetto: dal Ca.30 al Ca.31
Il primo progetto di Giovanni Battista "Gianni" Caproni per un biplano da bombardamento plurimotore risale alla prima metà del 1913, prima che la ditta da lui fondata venisse nazionalizzata, nell'autunno successivo. Gianni Caproni rimase comunque come direttore della fabbrica e poté proseguire il lavoro su questa grande macchina, anche grazie all'appoggio di Giulio Douhet, comandante del Battaglione Aviatori e tra i primi teorici del bombardamento strategico.
Questo progetto, identificato internamente alla ditta come 260 hp, e poi designato come Ca.30, introduceva la configurazione bitrave con una corta fusoliera centrale, adottata poi dal Ca.31.
Molto più avanzata era l'installazione prevista dei 3 motori, montati in tandem nella carlinga. Il motore posteriore azionava direttamente un'elica spingente, come nei modelli successivi. Gli altri due motori azionavano mediante rinvii un'elica traente su ciascun lato, montata là dove dipartivano le due travi di coda.
Nonostante l'appoggio di Douhet, il progetto vedeva il parere contrario del generale Maurizio Mario Moris, ispettore dell'Aeronautica. Questo fece sì che per la realizzazione di un prototipo Caproni dovette aspettare la seconda metà del 1914, quando, nonostante permanesse il parere negativo di Moris, venne avviata la costruzione negli stabilimenti di Taliedo del Ca.31. Douhet si assunse la responsabilità della costruzione dell'aereo.

### Il prototipo
Il Ca.31 era sostanzialmente una versione semplificata del Ca.30, in cui le eliche traenti erano azionati direttamente dal motore, installato sull'ala, sull'innesto della trave di coda. Tale scelta consentì un risparmio di costi, peso e tempo nella realizzazione dell'aereo. Il piano di coda era monoplano, sopra lo stabilizzatore erano installate le tre derive verticali mobili.
Al di là della maggiore complessità realizzativa, l'installazione di tutti i motori nella carlinga centrale avrebbe consentito, oltre che un ovvio vantaggio aerodinamico, anche l'accesso e la "manutenzione" dei motori durante il volo. Quest'ultimo aspetto era ritenuto di una certa importanza all'alba dell'aeronautica. Questa installazione venne sperimentata anche da altri progettisti di velivoli plurimotori durante la prima guerra mondiale. Tra gli aerei ad impiegare questa insolita configurazione il triplano trimotore Morane-Saulnier Type TRK.
Il prototipo montava tre motori rotativi Gnôme, i due motori laterali erogavano 80 CV. Più potente il motore centrale da 100 CV. L'aereo era realizzato in legno rivestito in tela, tranne le superfici di controllo con struttura metallica.
Volò nell'ottobre 1914, pilotato da Emilio Pensuti. Il Ministero della Guerra era stato tenuto all'oscuro, visto che nelle alte sfere continuava ad essere valutato come un progetto "militarmente inutile e tecnicamente sbagliato". Questa scelta fece sì che Giulio Douhet, che si era assunto le responsabilità dello sviluppo dell'aereo, venisse allontanato ad un altro incarico.
La bontà del progetto colpì comunque i vertici che ordinarono alla Società per lo Sviluppo dell'Aviazione in Italia (SSAI), una organizzazione in via di definizione e che doveva contribuire a realizzare una efficiente industrializzazione aeronautica nel paese, 12 esemplari di serie.
Parallelamente venne accordata una licenza di produzione alla ditta francese  Robert Esnault-Pelterie (REP), che avviò la produzione di serie prima del marzo 1915, quando venne avviata in Italia.
Gli esemplari di serie differivano dal prototipo per le tre derive, di forma differente e di area più piccola e per il carrello più semplice. La coppia di ruote anteriori erano prive di meccanismo sterzante. Differente era anche la motorizzazione, con tre Fiat A.10 da 100 CV. A rallentare la produzione, oltre alle solite difficoltà burocratiche, era stata anche la scelta dei propulsori.
Gli esemplari di serie vennero designati 300 hp dalla Caproni e Ca.1 dal Regio Esercito.

## Utilizzatori
Italia
- Corpo Aeronautico Militare